# Numer ratunkowy w górach
Numer ratunkowy 601 100 300 – podstawa zintegrowanego systemu ratownictwa w górach. Jest on dostępny z telefonów w sieciach komórkowych i stacjonarnych, bezpłatny dla użytkowników sieci Plus. Do obsługi połączeń powstało osiem Centrów Koordynacji GOPR, pełniących całodobowe dyżury w Sanoku, Szczyrku, Rabce, Krynicy-Zdroju, Kroczycach, Zakopanem, Jeleniej Górze i Wałbrzychu. Dzięki funkcjonowaniu centrów koordynacji numer ratunkowy w górach działa na obszarze województw podkarpackiego, śląskiego, małopolskiego i dolnośląskiego.